# Риксдаг
Риксдаг (швед. Sveriges riksdag) — назва парламенту Швеції (законодавча влада Швеції). Заснований в 1435 р. Складається з 349 депутатів, що обираються на чотири роки (після 1994 р., до цього — на три роки). Після відмови у 1968 р. від двопалатного парламенту, Риксдаг наразі є однопалатним парламентом. Він здійснює законодавчу владу і контроль дій уряду. Нинішнім головою парламенту є Андреас Норлен. Розташований в центрі Стокгольма, на острові Гельгеандсгольмен.
Вищий законодавчий орган країни — однопалатний. З 1971 р. парламент «Риксдаг» складається з 349 депутатів, що обираються громадянами Швеції на 4 роки за пропорційною системою представництва. Що обираються шляхом загального прямого і таємного голосування. Партія або коаліція, що отримали більшість місць на виборах в Риксдаг, формують уряд на чолі з прем'єр-міністром, якому належить виконавча влада. Виборче право надане всім громадянам, котрі досягли 18 років. Риксдаг приймає закони, бюджет, встановлює податки і збори, позики, ратифікує міжнародні договори, обирає прем'єр-міністра і затверджує склад уряду Швеції, обирає постійні комісії, фінансових ревізорів, омбудсменів і т. д.
Уряд готує законопроєкти, за дорученням Риксдагу може приймати акти, що мають силу закону, призначає дипломатичних представників за кордоном, губернаторів, вищих чиновників, керує Збройними силами Швеції, органами управління та ін.

## Історія
Вперше «збори станів» було скликано в м. Арбуга в 1435 р. під час народного повстання проти дансько-шведсько-норвезького короля Еріка Померанского. Особливістю стало засідання відразу чотирьох станів: селян, міщан, знаті і духівництва, що дозволяє вважати їх першим в Швеції станово-представницьким органом. Збори в м. Арбуга в 1435 р. проголосили вождя повстання Енгельбректа Енгельбректсона правителем країни.
Згодом Риксдаг зіграв вирішальну роль у встановленні влади Густава I Вази, що зумовило його державну ролю в XVII ст. і XVIII ст.. А у 1561 році отримав сучасну назву, в 1611 р. були визначені його функції: схвалення законів, прийняття рішень про укладення союзів з іноземними державами, оголошення війни та ін.. В «Епоху Свободи» (1718—1772 рр.) був головним законодавчим органом, після 1772 р. став збиратися лише за рішенням короля. У 1866 р. став двопалатним парламентом (складався з Першої палати (Första kammaren) і Другої палати (Andra kammaren), в результаті реформи, проведеної Улофом Пальме в 1969—1971 роках, став однопалатним.

## Парламентські комітети
У Риксдагу функціонують 15 парламентських комітетів, по 17 місць у кожному, що розподіляються пропорційно кількості мандатів, отриманих партіями відповідно результатів останніх виборів:
- Комітет з соціальних питань
- Комітет з питань Конституції
- Комітет з питань культури
- Комітет з питань оборони
- Комітет з освіти
- Комітет з навколишнього середовища і сільського господарства
- Комітет з фінансових питань
- Комітет з питань зовнішньої політики
- Комітет з охорони здоров'я
- Комітет з питань промисловості і торгівлі
- Комітет з питань правосуддя
- Комітет з питань ринку праці
- Комітет з питань соціального страхування
- Комітет з питань податків і зборів[3]

## Парламентські вибори у Швеції 2018
| Партія                               | Голоси    | %     | Місця | Різниця |
| ------------------------------------ | --------- | ----- | ----- | ------- |
| Соціал-демократична партія Швеції    | 1,932,711 | 31.01 | 100   | -13     |
| Помірна коаліційна партія            | 1,453,517 | 23.33 | 70    | -14     |
| Шведські демократи                   | 801,178   | 12.86 | 62    | +13     |
| Партія зелених                       | 429,275   | 6.89  | 25    | 0       |
| Партія Центру                        | 380,937   | 6.11  | 22    | -1      |
| Ліва партія                          | 356,331   | 5.72  | 21    | +2      |
| Народна партія — ліберали            | 337,773   | 5.42  | 19    | -5      |
| Християнсько-демократична партія     | 284,806   | 4.57  | 16    | -3      |
| Жіноча ініціатива                    | 194,719   | 3.12  | 0     | 0       |
| Піратська партія                     | 26,515    | 0.43  | 0     | 0       |
| Єдність                              | 6,277     | 0.1   | 0     | 0       |
| Партія шведів                        | 4,189     | 0.07  | 0     | 0       |
| Партія тварин                        | 4,093     | 0.07  | 0     | —       |
| Партія християнських цінностей       | 3,553     | 0.06  | 0     | —       |
| Сільська незалежна партія            | 3,450     | 0.06  | 0     | —       |
| Партія захисту інтересів пенсіонерів | 3,369     | 0.05  | 0     | 0       |
| Активна демократія                   | 1,417     | 0.02  | 0     | —       |
| Класична ліберальна партія           | 1,210     | 0.02  | 0     | 0       |
| Маршрутизація                        | 1,037     | 0.2   | 0     | 0       |
| Соціалістична партія справедливості  | 791       | 0.01  | 0     | 0       |
| Комуністична партія Швеції           | 558       | 0.01  | 0     | 0       |

| Партії, які набрали менше 500 голосів | 693 | 0.01 | 0 | - |
| Партія прогресу                       | 196 | 0.00 | 0 | — |
| Європейська робоча партія             | 140 | 0.00 | 0 | 0 |
| Hälsopartiet                          | 131 | 0.00 | 0 | — |
| Мирні демократи                       | 56  | 0.00 | 0 | — |
| Партія Гула                           | 35  | 0.00 | 0 | — |
| Нова партія                           | 32  | 0.00 | 0 | — |
| Лібертаріанська партія справедливості | 32  | 0.00 | 0 | 0 |
| Партія Сконе                          | 28  | 0.00 | 0 | 0 |
| Нові шведи                            | 18  | 0.00 | 0 | — |
| Реформістська нейтральна партія       | 11  | 0.00 | 0 | — |
| Республіканці                         | 9   | 0.00 | 0 | 0 |
| Партія власності тварин               | 3   | 0.00 | 0 | — |
| Людські демократи                     | 2   | 0.00 | 0 | — |

| Записані кандидати                                             | 3,174     | 0.05  | 0   | 0 |
| Недійсні/порожні бланки                                        | 58,443    | -     | -   | - |
| Усього                                                         | 6,290,016 | 100   | 349 | 0 |
| зареєстровані виборці/явка                                     | 7,330,432 | 85.81 | -   | - |
| Джерело: Val.se [Архівовано 15 лютого 2018 у Wayback Machine.] |           |       |     |   |